# Biohistoricum

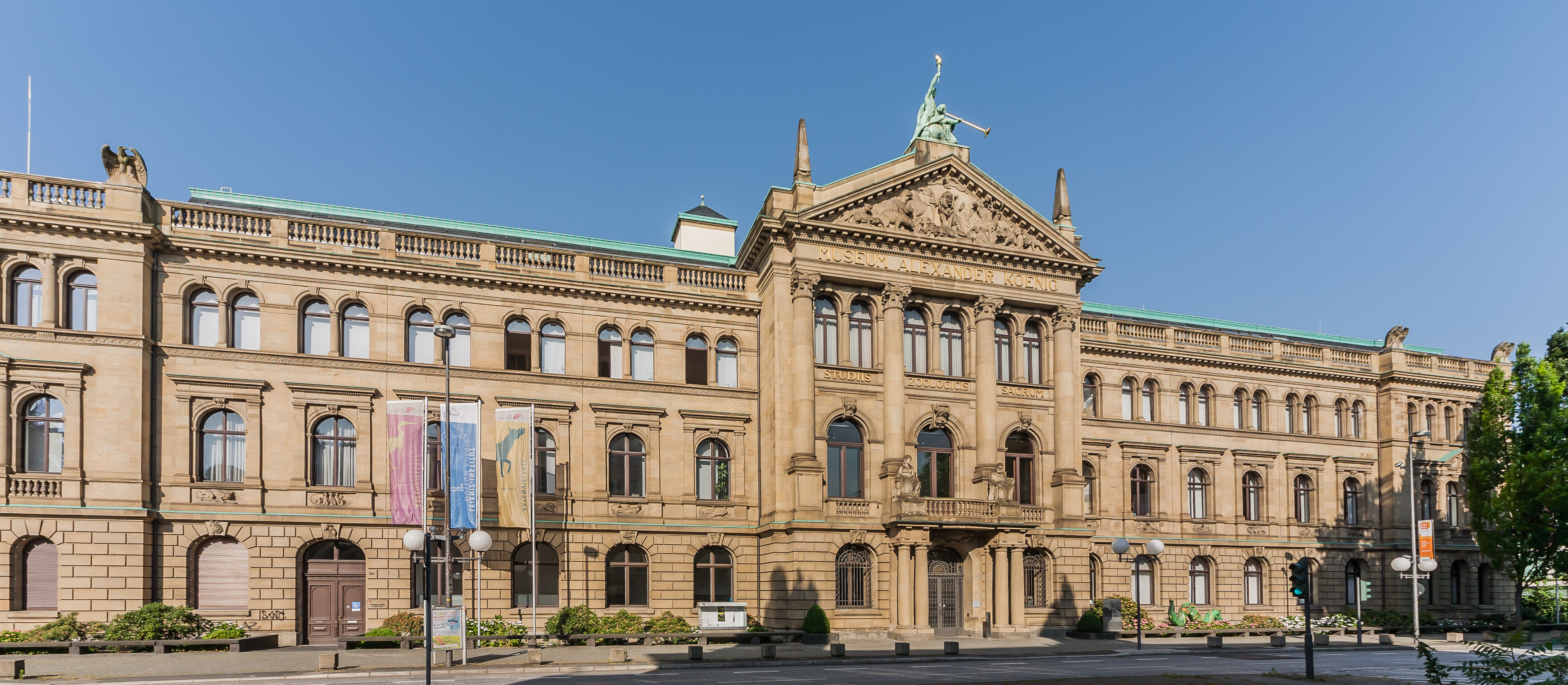
Museum Koenig, im Juni 2014

Das Biohistoricum ist ein Museum und Forschungsarchiv zur Geschichte der Biologie auf der Bonner Museumsmeile. Es sammelt, bewahrt und präsentiert Dokumente, Briefe, Bücher, Illustrationen, Porträts, Geräte und Objekte zur Geschichte der Biologie in Forschung und Lehre. Wichtige Quellen für die Bestände sind Schenkungen, Nachlässe und überlassene Bestände.
Die Einrichtung wurde im September 1998 auf Initiative von Armin Geus als Biohistoricum Neuburg in Neuburg an der Donau als außeruniversitäres, nichtstaatliches Museum gegründet. Der zu diesem Zweck gegründete eingetragene Verein Biohistoricum Neuburg an der Donau bestand aus der Deutschen Gesellschaft für Geschichte und Theorie der Biologie, aus fördernden Einzelmitgliedern, der Stadt Neuburg und dem Landkreis Schrobenhausen. Nach der Auflösung des Vereins ging das Museum über in die Trägerschaft der Deutschen Gesellschaft für Geschichte und Theorie der Biologie. Zu den Publikationen des Archivs zählten die Folia Biohistorica (ISSN 1437-7403), die 2005 eingestellt wurden.
Im September 2008 war der Umzug in die Räumlichkeiten des Forschungsmuseums Alexander Koenig abgeschlossen. Seit Oktober 2008 befindet sich das Biohistoricum im Besitz des Museums Koenig. Die Bibliothek des Biohistoricums umfasst zurzeit über 50.000 Bände. Von der Schriftenreihe Acta Biohistorica im Verlag Basilisken-Presse erschienen bislang elf Bände, der jüngste 2010. Leiterin der Einrichtung ist Katharina Schmidt-Loske.